# Kalînova Balka, Bilokurakîne
Kalînova Balka (în ucraineană Калинова Балка) este un sat în comuna Hladkove din raionul Bilokurakîne, regiunea Luhansk, Ucraina.

## Demografie
Componența lingvistică a localității Kalînova Balka
     Rusă (57,58%)
     Ucraineană (42,42%)
Conform recensământului din 2001, majoritatea populației localității Kalînova Balka era vorbitoare de rusă (57,58%), existând în minoritate și vorbitori de ucraineană (42,42%).